# Deudorix perse
Deudorix perse is een vlinder uit de familie van de Lycaenidae. De wetenschappelijke naam van de soort is voor het eerst gepubliceerd in 1863 door William Chapman Hewitson.
De soort komt voor in Nepal, India, Sri Lanka, Myanmar, Thailand, Laos en de Andamanen.

## Ondersoorten
- Deudorix perse perse Hewitson, 1863 (Nepal, Sikkim, Assam, Myanmar, Thailand, Laos)
- Deudorix perse ghela Fruhstorfer, 1912 (Zuid-India, Sri Lanka)
- Deudorix perse maseas Fruhstorfer, 1912 (Andamanen)